# Jamie Weisner
Jamie Weisner, coniugata Scott (Spokane, 9 agosto 1994), è un'ex cestista statunitense naturalizzata canadese.

## Carriera
È stata selezionata dalle Connecticut Sun al secondo giro del Draft WNBA 2016 (17ª scelta assoluta).
Con il Canada ha disputato i Campionati mondiali del 2018 e tre edizioni dei Campionati americani (2017, 2019, 2021).